# Narkuszki
Narkuszki (lit. Narkuškės) − wieś na Litwie, w gminie rejonowej Soleczniki, 3 km na południe od Butrymańców, zamieszkana przez 3 osób. Przed II wojną światową w Polsce, w powiecie lidzkim województwa nowogródzkiego.